# Лидс (Јута)
Лидс (енгл. Leeds) град је у америчкој савезној држави Јута.

## Демографија
По попису из 2010. године број становника је 820, што је 273 (49,9%) становника више него 2000. године.
| Група             | 2000.       | 2010.       |
| Белци             | 515 (94,1%) | 782 (95,4%) |
| Афроамериканци    | 0 (0,0%)    | 0 (0,0%)    |
| Азијати           | 1 (0,2%)    | 4 (0,5%)    |
| Хиспаноамериканци | 16 (2,9%)   | 25 (3,0%)   |
| Укупно            | 547         | 820         |